# Damrémont
Pour les articles homonymes, voir Damrémont (homonymie).
Damrémont est une commune française située dans le département de la Haute-Marne, en région Grand Est.

## Géographie
| Le Châtelet-sur-Meuse | Le Châtelet-sur-Meuse |                     |
| Le Châtelet-sur-Meuse | Damrémont             | Bourbonne-les-Bains |
| Vicq                  |                       | Laneuvelle          |

### Hydrographie
La commune est dans le bassin versant de la Saône au sein du bassin Rhône-Méditerranée-Corse. Elle est drainée par le ruisseau du Gravier et le ruisseau de Mauvaignant.

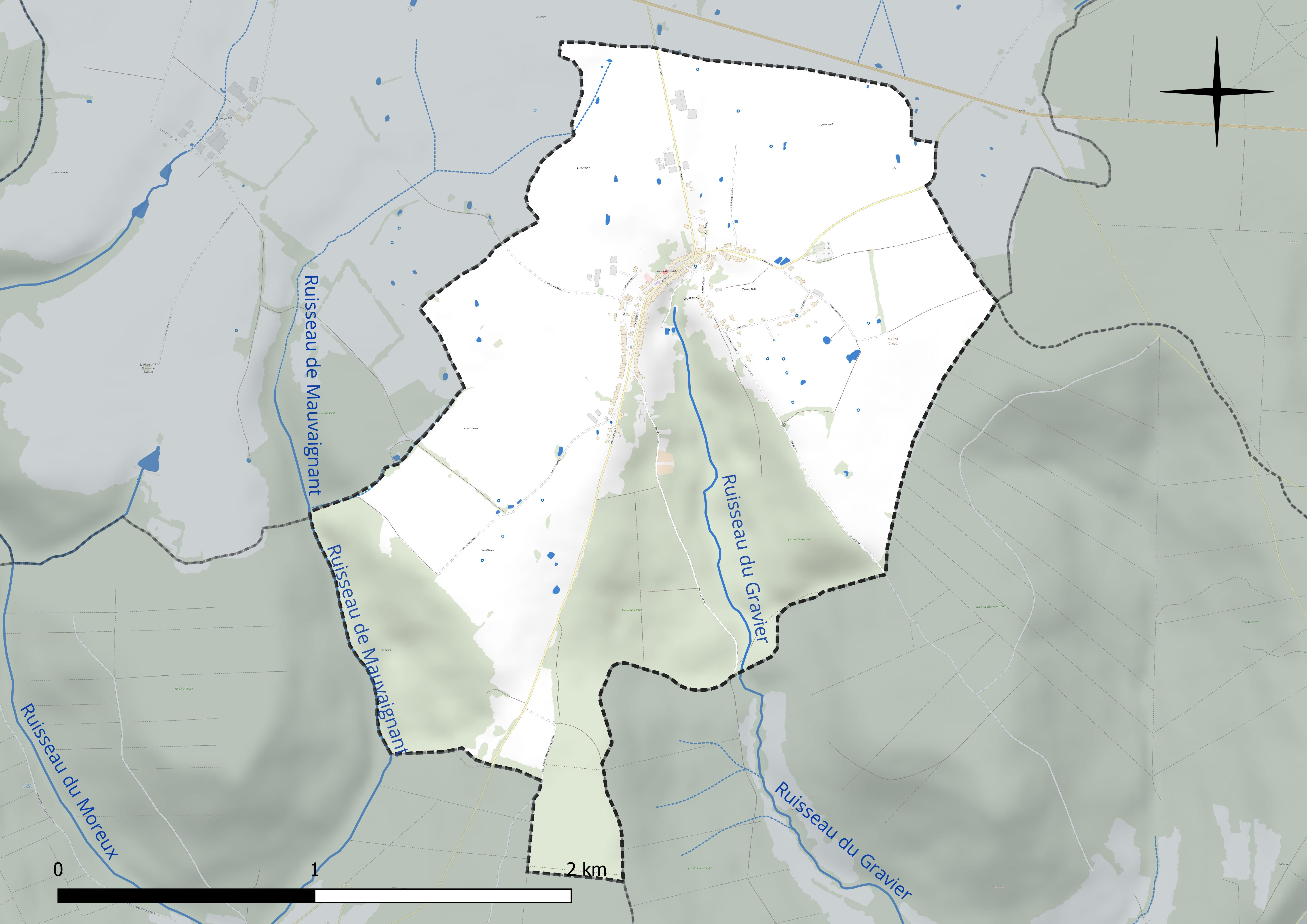
Réseau hydrographique de Damrémont.

### Climat
Pour des articles plus généraux, voir Climat du Grand Est et Climat de la Haute-Marne.
En 2010, le climat de la commune est de type climat de montagne, selon une étude du Centre national de la recherche scientifique s'appuyant sur une série de données couvrant la période 1971-2000. En 2020, Météo-France publie une typologie des climats de la France métropolitaine dans laquelle la commune est exposée à un climat océanique altéré et est dans la région climatique  Lorraine, plateau de Langres, Morvan, caractérisée par un hiver rude (1,5 °C), des vents modérés et des brouillards fréquents en automne et hiver. 
Pour la période 1971-2000, la température annuelle moyenne est de 9,5 °C, avec une amplitude thermique annuelle de 17,2 °C. Le cumul annuel moyen de précipitations est de 981 mm, avec 13,4 jours de précipitations en janvier et 9,3 jours en juillet. Pour la période 1991-2020, la température moyenne annuelle observée sur la station météorologique de Météo-France la plus proche, « Val-de-Meuse », sur la commune de Val-de-Meuse à 12 km à vol d'oiseau, est de 9,9 °C et le cumul annuel moyen de précipitations est de 917,4 mm. 
La température maximale relevée sur cette station est de 39,5 °C, atteinte le 25 juillet 2019 ; la température minimale est de −25 °C, atteinte le 18 janvier 1966,,. 
Les paramètres climatiques de la commune ont été estimés pour le milieu du siècle (2041-2070) selon différents scénarios d'émission de gaz à effet de serre à partir des nouvelles projections climatiques de référence DRIAS-2020. Ils sont consultables sur un site dédié publié par Météo-France en novembre 2022.

## Urbanisme

### Typologie
Au 1er janvier 2024, Damrémont est catégorisée commune rurale à habitat dispersé, selon la nouvelle grille communale de densité à sept niveaux définie par l'Insee en 2022.
Elle est située hors unité urbaine et hors attraction des villes,.

### Occupation des sols
L'occupation des sols de la commune, telle qu'elle ressort de la base de données européenne d’occupation biophysique des sols Corine Land Cover (CLC), est marquée par l'importance des territoires agricoles (65,3 % en 2018), en diminution par rapport à 1990 (66,3 %). La répartition détaillée en 2018 est la suivante : 
prairies (51,8 %), forêts (28,5 %), terres arables (7,7 %), zones urbanisées (6,3 %), zones agricoles hétérogènes (5,8 %). L'évolution de l’occupation des sols de la commune et de ses infrastructures peut être observée sur les différentes représentations cartographiques du territoire : la carte de Cassini (XVIIIe siècle), la carte d'état-major (1820-1866) et les cartes ou photos aériennes de l'IGN pour la période actuelle (1950 à aujourd'hui).

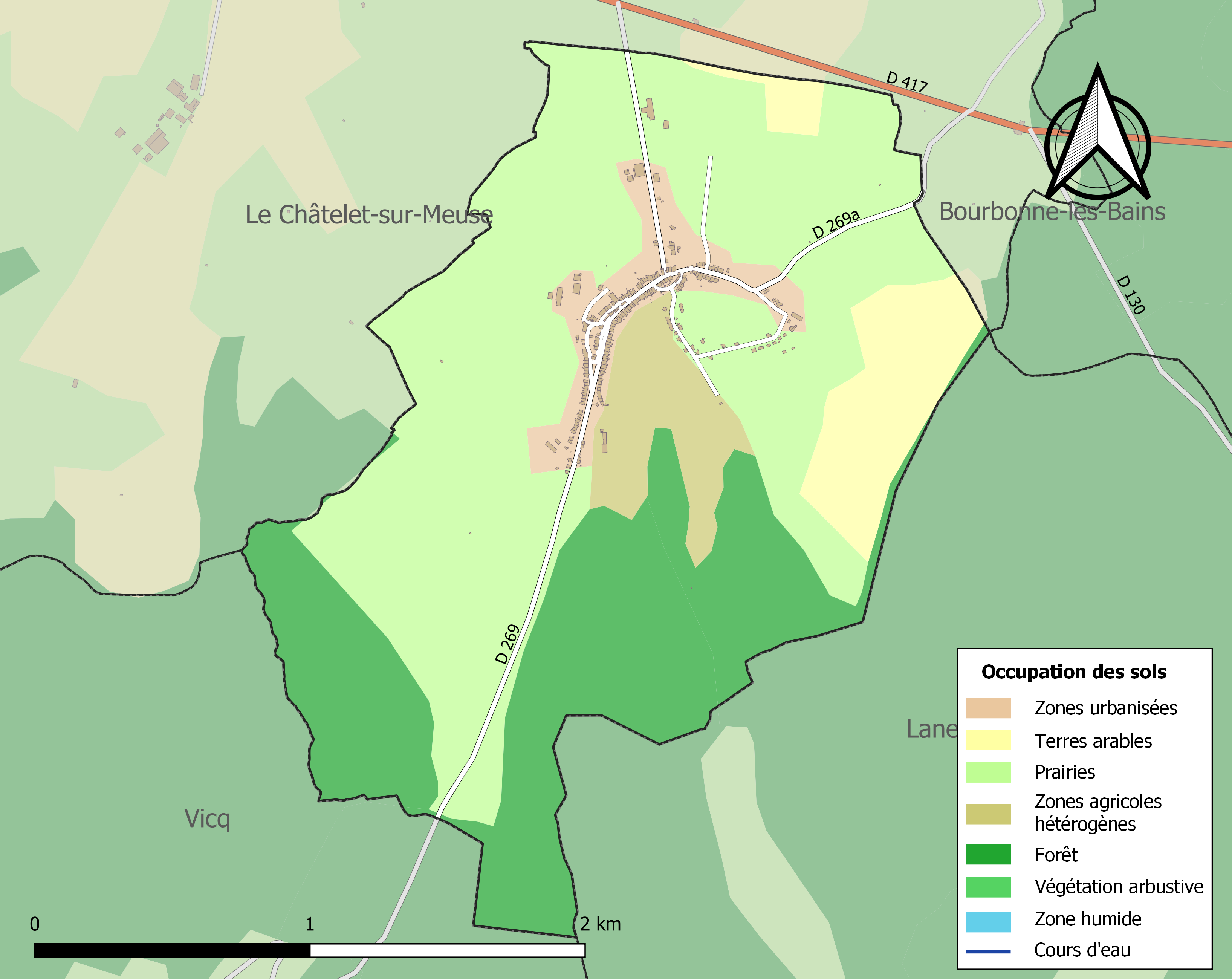
Carte des infrastructures et de l'occupation des sols de la commune en 2018 (CLC).

## Toponymie
Le nom de la localité est attesté sous les formes Dan Raymond, Dan Reymond (1276-78) ; Dampremont (1629) ; Danrémont (1732) ; Damremont (1770).

Mentionné  vulgairement en patois Daré Mont signifiant « derrière le mont », « Villa ultra Montem », à été ainsi appelé de sa position par rapport à Vicq dont les habitants ont donné naissance au village, en venant défricher les hauts plateaux du Nord au nom du prieur de Varennes.

## Histoire
Il obtient en 1337 une charte de franchise.

## Politique et administration

### Liste des maires
| Période                                  | Période   | Identité       | Étiquette | Qualité |
| ---------------------------------------- | --------- | -------------- | --------- | ------- |
| Les données manquantes sont à compléter. |           |                |           |         |
| mars 2008                                | mars 2014 | Hubert Capelli |           |         |
| mars 2014                                | En cours  | David Vaure    |           |         |

## Population et société

### Démographie
L'évolution du nombre d'habitants est connue à travers les recensements de la population effectués dans la commune depuis 1793. Pour les communes de moins de 10 000 habitants, une enquête de recensement portant sur toute la population est réalisée tous les cinq ans, les populations de référence des années intermédiaires étant quant à elles estimées par interpolation ou extrapolation. Pour la commune, le premier recensement exhaustif entrant dans le cadre du nouveau dispositif a été réalisé en 2007.

En 2022, la commune comptait 198 habitants, en évolution de −4,81 % par rapport à 2016 (Haute-Marne : −4,62 %, France hors Mayotte : +2,11 %).
| 1793 | 1800 | 1806 | 1821 | 1831 | 1836 | 1841 | 1846 | 1851 |
| ---- | ---- | ---- | ---- | ---- | ---- | ---- | ---- | ---- |
| 536  | 592  | 686  | 771  | 822  | 788  | 779  | 781  | 762  |

| 1856 | 1861 | 1866 | 1872 | 1876 | 1881 | 1886 | 1891 | 1896 |
| ---- | ---- | ---- | ---- | ---- | ---- | ---- | ---- | ---- |
| 759  | 762  | 812  | 755  | 803  | 751  | 692  | 691  | 655  |

| 1901 | 1906 | 1911 | 1921 | 1926 | 1931 | 1936 | 1946 | 1954 |
| ---- | ---- | ---- | ---- | ---- | ---- | ---- | ---- | ---- |
| 630  | 632  | 625  | 516  | 498  | 461  | 419  | 362  | 356  |

| 1962 | 1968 | 1975 | 1982 | 1990 | 1999 | 2006 | 2007 | 2012 |
| ---- | ---- | ---- | ---- | ---- | ---- | ---- | ---- | ---- |
| 337  | 319  | 248  | 215  | 200  | 187  | 208  | 211  | 222  |

| 2017 | 2022 | - | - | - | - | - | - | - |
| ---- | ---- | - | - | - | - | - | - | - |
| 197  | 198  | - | - | - | - | - | - | - |

## Culture locale et patrimoine

### Lieux et monuments
L’église Saint-Nicolas, édifice du XIXe de style néogothique :

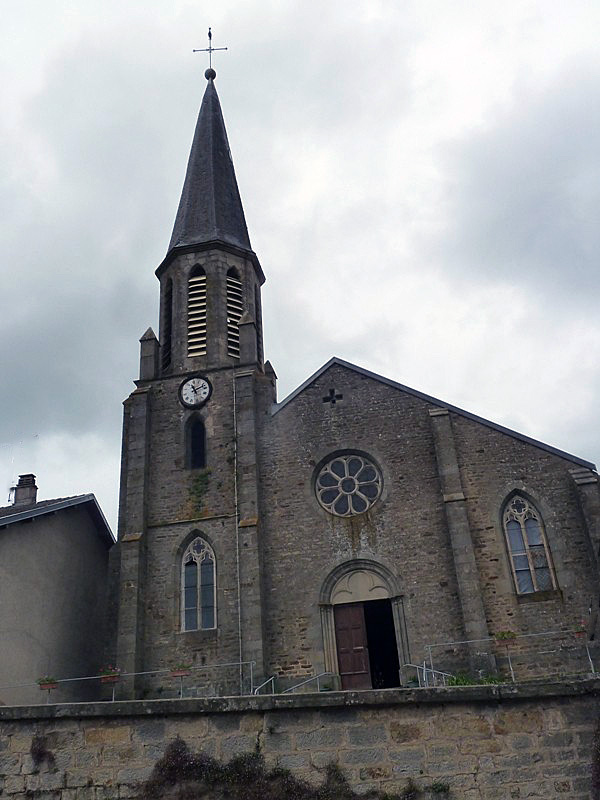
l' Eglise

Cette église paroissiale a été reconstruite dans le deuxième quart du XIXe siècle par l'architecte Paul Péchiné, sur la volonté et l'énergie du chanoine Jean-Nicolas Sauvage, curé de Damrémont pendant 49 ans et du père Bouvier également prêtre de la paroisse et de ses habitants.
Lorsque le visiteur entre dans l'édifice, c'est en traversant une nef de six travées, pour ensuite atteindre le transept au plan allongé et non saillant. Les différents espaces de l'église sont séparés par des colonnes circulaires à chapiteaux toscans, surélevés par des voûtes d'ogives pour l'ensemble de la structure de l'édifice. L'abside a pans coupés possède un chevet aveugle, tandis que le reste de l'édifice est largement éclairé par les bas-côtés grâce à cinq baies ogivales ainsi qu'une rose au bras du transept sur la façade principale.
Le clocher se trouvant au nord de la façade occidentale est de forme polygonale. L'accès aux cloches se fait par une tourelle intérieure et un escalier en vis. La couverture de l'édifice est entièrement faite de tuiles mécaniques, à l'exception de la flèche qui elle est en ardoise. Le pavement de la nef est en dalles de calcaire, les murs sont entièrement recouverts d'enduit blanc, ainsi que les voûtes et les murs du chœur, où autrefois se trouvaient des peintures murales.

### Personnalités liées à la commune
- Paul-Victor Fournier, botaniste, y est né en 1877. Il est l'auteur de l'ouvrage de référence Les quatre flores de France paru en 1940.